# Hieracium murcandidum
Hieracium murcandidum es una especie de planta con flor del género Hieracium, de la familia Asteraceae, orden Asterales.

## Distribución
Hieracium murcandidum se distribuye por Andorra y España.

## Taxonomía
Fue descrita científicamente por Mateo.